# Julia Wauters
Julia Wauters, née en 1982 en Haute-Normandie, est une illustratrice et sérigraphe française. Elle vit et travaille à Nantes.

## Biographie
Après des cours d'art textile à l'École Duperré à Paris, Julia Wauters est diplômée de l’atelier d’illustration des Arts décoratifs de Strasbourg, où elle a participé à la création du collectif Troglodyte. Elle est à l'origine avec le dessinateur Glen Chapron du fanzine Écarquillettes.
Peu après son diplôme, elle rencontre Sophie Giraud, éditrice aux Éditions Albin Michel et Naïve, et fondatrice en 2008 des éditions Hélium. Elle y illustre un de ses premiers albums, Ma grande sœur m'a dit (2009).
Julia Wauters collabore régulièrement comme illustratrice pour l’édition jeunesse aux côtés des éditions Syros, Sarbacane, Actes Sud, Albin Michel ou Flammarion, tout comme pour la publicité et la communication événementielle, représentée via l’agence Costume 3 pièces,,.
Elle travaille à Nantes depuis 2008, où elle a créé l'atelier de sérigraphie Radar où travaillent également la céramiste Yoko Homareda et l'illustratrice Caroline Dall'Ava.

## Publications

### En tant qu'auteure-illustratrice
- 2009 : L'arbre des saisons, Hélium
- 2011 : Une nuit loin d'ici, Hélium
- 2012 : Ma petite savane, Milan

### En tant qu'illustratrice
- 2008 : Les histoires du Petit Chaperon rouge racontées dans le monde, textes de Gilles Bizouerne et Fabienne Morel, Syros
- 2008 : Lili la bagarre, texte de Rachel Corenblit, Éditions du Rouergue
- 2009 : Ma grande sœur m'a dit, texte de Gilberte Niamh Bourget, Hélium
- 2009 : Matakonda la Terrible, texte d'Anne Vantal, Actes Sud
- 2009 : Les sœurs Eden et le maître des loups, texte de Lyn Gardner, Tourbillon
- 2009 : Les contes de la petite chèvre-fille, texte de Kochka, Nathan
- 2009 : Le rire de Milo, texte d'Eglal Errera, Actes Sud
- 2010 : Leibniz ou le meilleur des mondes possibles, texte de Jean-Paul Mongin, Les petits Platons
- 2010 : Mon p'tit vieux, texte de Jo Hoestlandt, Syros
- 2010 : Petit Chat découvre le monde, texte de Claire Ubac, Benjamins Media
- 2011 : Rhino a un truc qui lui gratte le dos, texte de Karine-Marie Amiot, Albin Michel
- 2011 : Les fous du platane, texte de Jean-Louis Maunoury, Éditions Sarbacane
- 2011 : Poésies dans l'air et dans l'eau, texte de Kochka, Père Castor, Flammarion
- 2012 : La légende de Saint-Nicolas, texte de Robert Giraud, Père Castor, Groupe Flammarion|Flammarion
- 2014 : Fanfare, texte d’Anne Cortey, Éditions Sarbacane
- 2014 : Jambon, fromage et potiron, texte de Sandrine Kao, Syros
- 2014 : Youk le râleur, texte de François Beaune, Hélium
- 2015 : Le Pays où l'on n'arrive jamais, texte d'André Dhôtel, Flammarion jeunesse
- 2015 : Meslama la sorcière, texte de Jennifer Dalrymple, Cambourakis
- 2015 : Pierre et le Loup, suivi du Canard est toujours vivant, texte de Bernard Friot, Milan
- 2015 : Fables – Quand la sagesse vint aux ânes, texte de Pierre Ruaud, Amaterra
- 2017 : Au fond des bois, texte d'Anne Cortey, Sarbacane
- 2017 : Mille méduses, texte de Gwenaël David, Hélium

### Bande dessinée
- 2009 : Vents dominants, dessin de Glen Chapron, Éditions Sarbacane